# 長浜市立北中学校
長浜市立北中学校（ながはましりつ きたちゅうがっこう）は、滋賀県長浜市神照町にある公立中学校。

## 沿革
- 1947年（昭和22年）4月20日 - 長浜市立第二中学校として開校[2]
- 1951年（昭和26年）3月31日 - 校舎が竣工[2]
- 1951年（昭和26年）4月1日 - 長浜市立北中学校と改称[2]